# Clara Rodríguez
Clara Rodríguez (Caracas, Venezuela, 11 de noviembre de 1968) es una pianista venezolana, concertista y docente de piano del Royal Collage Of Music de Londres. 

## Trayectoria artística

#### Estudios
Inició sus estudios de música en el Conservatorio Juan José Landaeta. A a los siete años de edad conoce a su primera profesora de piano, Guiomar Narváez, con quien se especializa en el estudio del repertorio de piano tradicional de Venezuela y de América Latina. A la edad de diecisiete años gana concurso para una beca del Consejo Nacional de Cultura de Venezuela (CONAC), para seguir estudios de pre y postgrado en el Royal Collage Of Music de Londres. Allí estudió con la pianista inglesa Phyllis Sellick.
Ha presentando conciertos en Europa, Asia, el Norte de África y Venezuela, así como en las transmisiones de radio y canales televisivos de los países visitados.

## Reconocimientos
Premio Latino del Reino Unido, más conocido como Lukas, en el renglón de Música Clásica del Año.